# Holly Krieger
Holly Krieger est lecturer en mathématiques à l'université de Cambridge, où elle est également boursière Corfield au Murray Edwards College. Ses intérêts de recherche actuels portent sur les aspects arithmétiques et algébriques des familles de systèmes dynamiques complexes. Elle est connue pour ses apparitions dans la série de vidéos de mathématiques Numberphile sur YouTube. 

## Carrière
Originaire de Champaign, Illinois, Holly Krieger est titulaire d'un diplôme de premier cycle (undergraduate) de l'université de l'Illinois à Urbana-Champaign et d'une maîtrise et d'un Ph. D. de l'université de l'Illinois à Chicago . Sa thèse de Ph. D., soutenue en 2013 et intitulée Primitive prime divisors in polynomial dynamics, a été supervisée conjointement par Laura DeMarco et Ramin Takloo-Bighash.  Par la suite, elle obtenu une bourse postdoctorale de la Fondation nationale pour la science au Massachusetts Institute of Technology, supervisée par Bjorn Poonen. En 2016, Krieger a rejoint l'université de Cambridge comme lectrice. 

## Récompenses
En 2019, Krieger était Lecturer des Mahler Lectures  de l' Australian Mathematical Sciences Institute, et à ce titre elle a donné une série de séminaires et de conférences publiques à travers l'Australie. En 2020, elle a reçu un prix Whitehead de la London Mathematical Society « pour ses contributions profondes à la dynamique arithmétique, à l'équidistribution, aux lieux de bifurcation dans les familles des applications rationnelles, et sa récente preuve (avec DeMarco et Ye) de résultats de bornes uniformes pour le nombre de points de torsion dans des familles de courbes bielliptique de genre dans leurs jacobiens ».

## Publications (sélection)
- Laura DeMarco, Holly Krieger et Hexi Ye, « Uniform Manin-Mumford for a family of genus 2 curves », Ann. of Math. (2), vol. 191, no 3,‎ 2020, p. 949–1001 (MR 4088354).
- John R. Doyle, Holly Krieger, Andrew Obus, Simon Rubinstein-Salzedo et Lloyd West, « Reduction of dynatomic curves », Ergodic Theory Dynam. Systems, vol. 39, no 10,‎ 2019, p. 2717–2768 (MR 4000512).
- Laura DeMarco, Dragos Ghioca, Holly Krieger, Khoa Dang Nguyen, Thomas Tucker et Hexi Ye, « Bounded height in families of dynamical systems », Int. Math. Res. Not., no 8,‎ 2019, p. 2453–2482 (MR 3942167).